# Isola Mambacayao
L'isola di Mambacayao è una piccola isola disabitata del gruppo Don, a sud-ovest dell'isola Bantayan.